# Pierre Gassendi

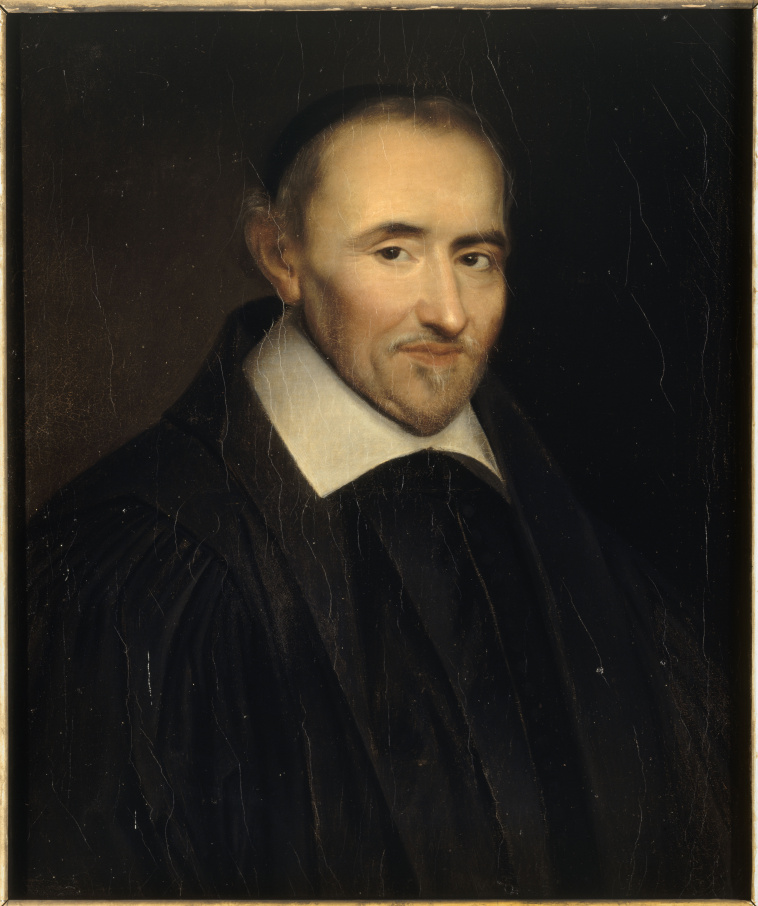
Pierre Gassendi

Pierre Gassendi (auch Pierre Gassend, lateinisch Petrus Gassendi; * 22. Januar 1592 in Champtercier, Provence; † 24. Oktober 1655 in Paris) war ein französischer Theologe, Naturwissenschaftler und Philosoph. Er forschte u. a. als Astronom und stand als solcher mit Galileo Galilei und Christoph Scheiner in häufigem Kontakt.

## Biografie
Seine Eltern waren Françoise Fabry und Antoine Gassend. Erst später wurde der Vokal „i“ zum Namen hinzugefügt. Er entstammte einer bäuerlichen Umgebung. Durch seinen Onkel mütterlicherseits, den katholischen Priester Thomas Fabry, erhielt Pierre seine ersten schulischen Unterweisungen.
Bereits mit 16 Jahren wurde Gassendi als Lehrer der Rhetorik in Digne angestellt, wo er sein Studium begonnen hatte. Später studierte er in Aix-en-Provence und Avignon Theologie und wurde zum Priester geweiht. Nach der Promotion 1614 in Avignon wurde er 1616 Professor der Philosophie in Aix. Nachdem die Jesuiten die Leitung der Universität übernommen hatten, entschloss er sich, seine Professur aufzugeben, und begann mit der Ausarbeitung eines umfangreichen Werkes Exercitationes paradoxicae adversus Aristoteleos, in dem er sich mit der herrschenden aristotelischen Philosophie kritisch auseinandersetzte. Das erste Buch dieses Werkes erschien anonym 1624 in Grenoble, mit Namensnennung 1649 in Amsterdam. Den ursprünglichen Plan, die gesamte peripatetische Philosophie abzuhandeln, gab er auf; das 2. Buch über die Dialektik erschien erst in den Opera omnia (Lyon 1658).
Gassendi stand in Kontakt zu vielen Gelehrten und Wissenschaftlern seiner Zeit; seine engsten Vertrauten wurden der Astronom und Gelehrte Nicolas-Claude Fabri de Peiresc und der Mathematiker und Theologe Marin Mersenne, die ihn wiederum mit Gabriel Naudé, François de La Mothe le Vayer, Joseph Gaultier (1564–1647) u. a. bekannt machten. Zu seinen Korrespondenzpartnern gehörten Christoph Scheiner, Galileo Galilei, Eerryk van de Putte (1574–1646) und Gerhard Johannes Vossius.
Seit 1625 beschäftigte sich Gassendi intensiv mit der Philosophie Epikurs, die er aus den antiken Quellen adäquat zu rekonstruieren versuchte. 1647 erschien seine Biographie Epikurs mit der Widerlegung der seit der Antike üblichen Diffamierungen seiner Person: De vita et moribus Epicuri, zwei Jahre später die kommentierte Übersetzung der Hauptquelle der Philosophie Epikurs, das 10. Buch von De vita et moribus philosophorum des Diogenes Laertios sowie eine systematische Rekonstruktion der gesamten epikureischen Philosophie unter dem Titel Philosophiae Epicuri Syntagma, basierend auf Diogenes Laertius, Lukrez und anderen antiken Quellen, insbesondere Cicero und Seneca. Diese Darstellung ist bis ins 19. Jahrhundert hinein maßgeblich gewesen.
Mit großem  Interesse verfolgte Gassendi die naturwissenschaftlichen Forschungen seiner Zeit, beispielsweise diejenigen Galileis, und beteiligte sich an ihnen. So gelang ihm am 7. November 1631 die erste Beobachtung eines Merkurtransits, der von Johannes Kepler vorausberechnet worden war. Problemen der Dynamik sind seine Studien De proportione qua gravia decidentia accelerantur und De motu impresso a motore translato gewidmet, die zwischen 1642 und 1645 erschienen.
Gassendi wurde 1634 zum Propst der Kathedralkirche zu Digne ernannt. 1645 erneut zum Professor berufen, kam er – wahrscheinlich auf Veranlassung von Richelieu – an das Collège de France in Paris, wo er Mathematik bzw. Astronomie lehrte. Allerdings konnte er seiner schwachen Gesundheit wegen die Lehrtätigkeit nur kurze Zeit ausüben.
Nach längerer Krankheit starb Gassendi im Alter von 63 Jahren im Hause eines Gönners, des Edelmannes Habert de Montmor.

## Theologisch-philosophische Leistung
An die atomistische Lehre Epikurs anknüpfend, vertrat Gassendi – entgegen der dualistischen Weltauffassung Descartes’ (Geist und Materie) – die „nur“ materialistische Weltanschauung. Damit setzte er sich nicht nur von Descartes, sondern letztlich auch von Platon und Aristoteles ab. Schon in Aix hatte er ein Werk Exercitationes paradoxicae adversus Aristoteleos verfasst, von dem nur das erste (1624) und das zweite Buch (1659, postum) veröffentlicht wurden („...welche Faulheit, statt mit den eigenen Augen nur mit den Augen des Aristoteles zu sehen und statt die Natur selbst nur die Schriften des Aristoteles über die Natur zu studieren!“). Im Übrigen machte schon Gassendi Descartes zum Vorwurf, was später Immanuel Kant einwenden wird: Descartes habe in seinem Gottesbeweis die Existenz unter die Eigenschaften (Gottes) gezählt. Dabei sei Existenz etwas grundsätzlich anderes als bloß eine, zusätzliche Eigenschaft bzw. ein Sachgehalt (realitas) unter anderen; sie sei vielmehr das, was alle Sachgehalte überhaupt erst ins Sein bringe.
Im Syntagma philosophicum (1658) folgte er der Dreiteilung der Philosophie Epikurs. In der Logik wies er Descartes’ Ansicht von den naturgegebenen Begriffen zurück und hob Sinneseindrücke (und dementsprechend die Induktion) als primäre Quelle menschlicher Erkenntnis hervor. Gassendi war allerdings kein reiner Sensualist, denn er akzeptierte bei komplexen Vorstellungen sehr wohl das Prinzip der Abstraktion, und in der Mathematik erkannte er auch die Deduktion als sinnvoll einzusetzende Methode an. In der Physik vertrat er eine mechanistische Deutung der Natur und der Empfindungen; gleichwohl lässt die Welt sich für Gassendi nicht ohne göttlichen Ursprung erklären. Den Beweis für die Existenz Gottes sah er in der Harmonie der Natur. Sein Beweis für eine rational denkende und – im Gegensatz zu Aristoteles – unsterbliche Seele stützte sich auf die (für ihn offenkundige) Kraft reflexiven Denkens und das Wissen des Menschen um ethische Grundsätze. Im dritten Teil seiner Philosophie – der Ethik – stellte er den Seelenfrieden und die Schmerzfreiheit als Ziel menschlichen Strebens dar; diese seien jedoch in der Praxis kaum erreichbar. Hier zeigte er sich besonders deutlich als Anhänger Epikurs.
Ludwig Feuerbach erkannte, dass Gassendi mehr war als nur Kritiker von Aristoteles und Descartes. Sein Versuch, gemäßigten Skeptizismus, antiken Atomismus, christlichen Glauben und die mechanistische Physik seiner Zeit zu vereinigen, war eine herausragende Einzelleistung. Ähnlich wie Thomas von Aquin – soweit ihm dies möglich schien – aristotelische Lehren mit christlichen Glaubensgrundsätzen kombiniert hatte, unternahm Gassendi dieses mit der Lehre Epikurs. In diesem Sinne war er weniger Vorläufer der kommenden Aufklärung, sondern den Denkern der Renaissance näher. Wie diese begann er jede philosophische Argumentation mit ausführlichen Zitaten antiker und zeitgenössischer Autoren; sie bildeten für ihn den Rahmen „moderner“ Erkenntnistheorie. So war ihm kein Wahrheitskriterium hinreichend, wenn es nicht den Argumenten genügte, die bereits die antiken Skeptiker vorgetragen hatten.

## Experimentell-naturwissenschaftliche Leistungen
In seinen naturwissenschaftlichen Schriften verteidigte Gassendi die heliozentrische Theorie, die Realität des leeren Raumes und lehnte die aristotelischen „Formen“ und Zwecke als Wirkungskräfte der Natur ab. Er lieferte eine gültige Formulierung des Trägheitsprinzips und eine frühe Interpretation der Luftdruckexperimente Pascals. Für seine Theorie des Sehens unterstellte er atomistische „Effluxionen“, die Bilder vom Objekt zum Betrachter transportieren. Zur Unterstützung seiner atomistischen Theorie unternahm er eine Reihe von chemischen Experimenten, die die Lösung bzw. Kristallisation von Salzen zum Gegenstand hatten.
Mittels einer Untersuchung der Kirchturmspitze von Aix nach einem Gewitter beschrieb Gassendi als erster, dass Eisen durch Blitzschlag magnetisiert werden kann.
Gassendis Formulierung des Trägheitsprinzips (erstmals in seiner heute gültigen Form) geht auf von ihm durchgeführte Experimente zurück. Mit mehr als 100 Beteiligten führte er auf einer Galeere vor Marseille ein zwar von Galilei ersonnenes, aber nicht durchgeführtes Fallexperiment durch. Entgegen aristotelischen Annahmen schlägt ein auf einem fahrenden Schiff vom Mast fallengelassener Stein nicht Richtung Heck verschoben, sondern unmittelbar am Mastfuß auf. Damit war die Impetustheorie widerlegt. Die Nutzung von Großgaleeren erfolgte, weil diese gleichzeitig über Masten verfügten und hohe Geschwindigkeiten erreichen konnten, ohne in bedeutsamem Maße Seegang und Krängung ausgesetzt zu sein. Durch das von Gassendi erfundene Fallrad (Durchmesser 4 m) kann die Impetus-Theorie, mit erheblich geringerem Aufwand, an allen Orten nachvollziehbar widerlegt werden.
Mit seiner Annahme „In der Welt bleibt stets die gleiche Kraft“ formulierte er ebenfalls erstmals den Energieerhaltungssatz.
Gassendi unterhielt eine ausgedehnte Korrespondenz mit Marin Mersenne, Giovanni Domenico Cassini, Galileo Galilei, Johannes Kepler, Johannes Hevelius, Christoph Scheiner, Descartes, Christina von Schweden, Thomas Hobbes und anderen.

## Wissenschaftsgeschichte und Biografien
Gassendi veröffentlichte die erste vollständige Biographie über einen Wissenschaftler überhaupt, die erste und einzige Biographie über Tycho Brahe, die durch direkten Kontakt mit damals noch lebenden Zeitzeugen zustande kam. Weitere Biografien von Gassendi galten Epikur, Nicolas-Claude Fabri de Peiresc, Georg von Peuerbach, Regiomontanus und Nikolaus Kopernikus. Er gab auch einen Überblick über die Anhänger und Gegner der Lehre von Copernicus bis ca. 1615 (siehe De revolutionibus orbium coelestium).

## Ehrung
Die IAU ehrte ihn mit der Benennung des Asteroiden (7179) Gassendi und eines – geologisch stark strukturierten – Mondkraters am Nordrand des Mare Humorum.

## Schriften

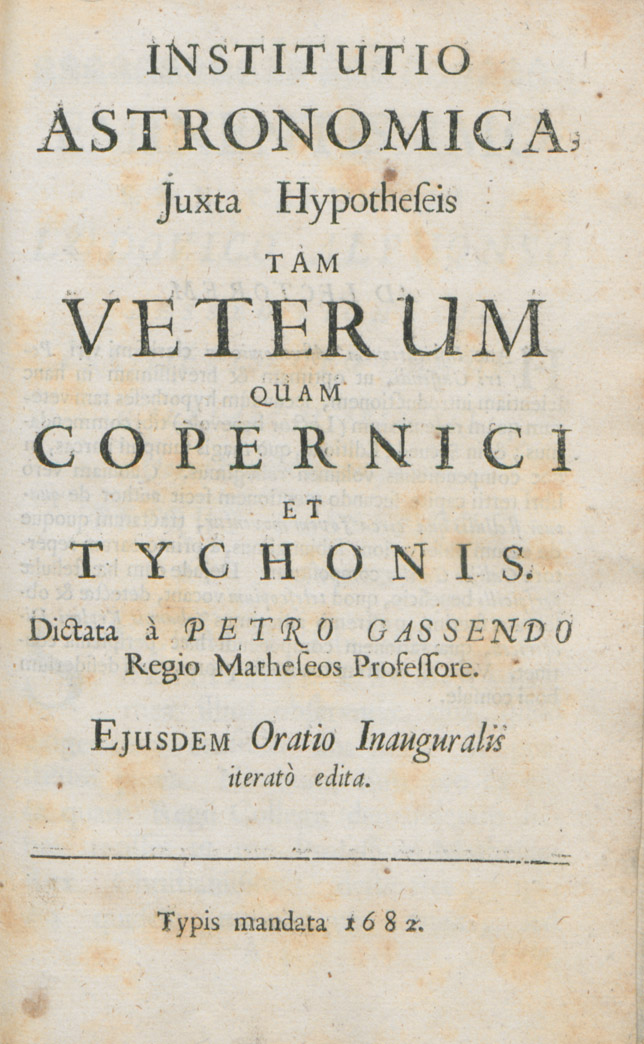
Institutio astronomica, 1683

- Exercitationes paradoxicae adversus Aristoteleos (1624)
- Epistolica Exercitatio, in qua precipua principia philosophiae Roberti Fluddi deteguntur (1631), Streitschrift gegen Robert Fludd
- Disquisitiones Anticartesianae (1643)
- Disquisitio metaphysica (1644), Streitschrift gegen Descartes
- De vita, moribus et placitis Epicuri (1647)
- Syntagma philosophiae Epicurii (1649)
- Tychonis Brahei, equitis Dani, Astronomorum Coryphaei, vita. Accessit Nicolai Copernici, Georgii Peurbachii, & Joannis Regiomontani, Astronomorum celebrium, vita (1655),  online
- Syntagma philosophicum (1658)
- Institutio astronomica. Henry Dickinson, London 1683 (Latein, beic.it).

## Ausgaben und Übersetzungen
- Henri Louis Habert de Montmor (Hrsg.): Œuvres complètes. 6 Bände. 1658
- Sylvie Taussig (Hrsg.): Pierre Gassendi: Vie et mœurs d'Epicure. Les Belles Lettres, Paris 2006 (lateinischer Text mit französischer Übersetzung und Kommentar)
- Sylvie Taussig (Übersetzerin): Pierre Gassendi (1592–1655): Lettres latines. 2 Bände. Brepols, Turnhout 2004, ISBN 2-503-51353-0 (französische Übersetzung der Briefe mit Kommentar)